# チャレンジ・ディビジョン
チャレンジ・ディビジョン（英: Challenge Division）とは、日本の社会人・ハンドボールリーグ。日本ハンドボールリーグの下部リーグにあたるが、現在昇降格制度を行っていないため、日本ハンドボールリーグとは別のリーグとして位置づけられている。

## 概要
元々、日本リーグは1部と2部に分けて行われていたが、1990年代バブル崩壊の影響により企業チームの休廃部が続き、女子は1999/00シーズン・男子は2006/07シーズンより1部リーグのみで行っていた。2008年世界的な経済情勢の悪化により、さらに休廃部あるいは活動縮小に追い込まれるチームが続出し、日本リーグ男子は8チームに再編されることになった。
これに対し2009年6月13日、日本ハンドボール協会理事会にて事実上の2部リーグにあたる東西地域リーグ「チャレンジ・ディビジョン」の新設を決定した。運営費の問題から全国的なリーグに参加できない企業チームや、近年の地域密着ブームの流れから積極的な活動をしているクラブチーム、大学生チーム、将来の国体強化に向けたチームが参加する事となった。

## レギュレーション
以前は東・西・九州ブロックに分かれ、東・西ブロックは1回戦総当り、九州ブロックは2回戦総当りのリーグ戦を行っていたが、2021-22シーズンはブロック制を廃止。その結果を踏まえ、順位決定戦を行う。
- 上位チームでトーナメント戦を行い、上位4つの順位を決定。引き分けの場合は7mスローコンテストで勝敗決定。
- その他下位チームは1回戦総当たり戦を行い、順位を決定。

その他詳細は上位リーグである日本リーグに準拠する。

## 参加資格
第12回チャレンジ・ディビジョンより
- 日本リーグ参戦を目指すチーム
- 日本ハンドボール協会の「一般A」で登録された企業チーム・クラブチーム
- 各都道府県協会で国体用に組織されたチーム
- 日本ハンドボール協会の「大学」で登録された学生連盟1部リーグの大学チーム

## 参加チーム
2021-2022年度シーズン。

### 男子
| チーム名                      | 所在地         |
| ----------------------------- | -------------- |
| アースフレンズ                | 東京都         |
| トヨタ自動車                  | 愛知県         |
| ブレスド名古屋                | 愛知県名古屋市 |
| エイナック スコップスオウルズ | 愛知県         |
| 同朋クラブ                    | 愛知県         |
| RISE                          | 愛知県         |
| HONDA                         | 三重県鈴鹿市   |
| HC岐阜ALL                     | 岐阜県         |
| HCデンジャラス                | 滋賀県         |
| REGULUS OSAKA                 | 大阪府         |

### 女子
- 山口銀行YMGUTS（山口県）

### 過去の参加チーム
男子
- 東北福祉大学 (宮城県)
- 仙台大学 (宮城県)
- FST (東京都)
- 東京トライスターズ (東京都)
- FOG (千葉県)
- セントラル自動車 (神奈川県)
- TEAM NIIGATA (新潟県)
- HC春日井 (愛知県)
- 中部大学 (愛知県)
- 大同大学 (愛知県)
- TOYAMA選抜 (富山県)
- 岐阜聖徳学園大学 (岐阜県)
- HC彦根
- HC同志社 (京都府)
- ボンチフェローズ (大阪府)
- OSAKA SELECTION (大阪府)
- 八光自動車工業  (大阪府大阪市)
- SOCIO OSAKA (大阪府)
- HC・MKA奈良 (奈良県)
- HC和歌山  (和歌山県)
- 徳山クラブ (山口県)
- HC山口 (山口県)
- 高松大学 (香川県)
- HCオリーブ (香川県)
- フレッサ福岡 (福岡県)
- 長崎社中 (長崎県)
- HCサンワード (熊本県)
- Various鹿児島 (鹿児島県)

## 歴代成績
| 回 | 年度   | 優勝     |
| -- | ------ | -------- |
| 1  | 2009年 | FOG      |
| 2  | 2010年 | HC岐阜   |
| 3  | 2011年 | HC岐阜   |
| 4  | 2012年 | HONDA    |
| 5  | 2013年 | 大同大学 |
| 6  | 2014年 | 大同大学 |
| 7  | 2015年 | HONDA    |
| 8  | 2016年 | HC和歌山 |
| 9  | 2017年 | HONDA    |
| 10 | 2018年 | HONDA    |
| 11 | 2019年 | HONDA    |
| 12 | 2020年 | HONDA    |
| 13 | 2021年 | HONDA    |

## 参考資料
- “秋開幕の地域リーグ新設　日本ハンドボール協会”. MSN産経ニュース. (2009年6月13日) 2009年10月18日閲覧。
- “ハンドボール地域リーグは10チーム　ホンダやトヨタ参加で新設”. MSN産経ニュース. (2009年7月10日) 2009年10月18日閲覧。